# Dedalus-Preis für Neue Literatur
Der Dedalus-Preis für Neue Literatur wurde 1996 vom Bundesland Baden-Württemberg und vom Südwestrundfunk (SWR) gestiftet. Mit diesem Literaturpreis, der nach der Hauptfigur Stephen Dedalus im Roman Ein Porträt des Künstlers als junger Mann von James Joyce benannt worden war, wurden bis 2004 deutschsprachige Schriftsteller ausgezeichnet, die ähnlich wie Joyce neue Formen der Prosa kreiert hatten. Die Auszeichnung wurde alle zwei Jahre verliehen und war mit einer vom SWR getragenen Dotierung von 10.000 Euro verbunden.

## Preisträger
- 1996 Anne Duden
- 1998 Wolfgang Schlüter
- 2000 David Wagner
- 2002 Walter Kempowski
- 2004 Reinhard Jirgl